# The Last Spire
The Last Spire è il decimo album in studio del gruppo heavy metal britannico Cathedral, pubblicato nel 2013.

## Tracce
1. Entrance to Hell – 3:15
2. Pallbearer – 12:04
3. Cathedral of the Damned – 6:01
4. Tower of Silence – 7:09
5. Infestation of Grey Death – 9:22
6. An Observation – 10:42
7. The Last Laugh – 0:39
8. This Body, Thy Tomb – 9:07

## Formazione

### Gruppo
- Lee Dorrian – voce
- Garry "Gaz" Jennings – chitarra
- Brian Dixon – batteria
- Scott Carlson – basso

### Ospiti
- David Moore – organo Hammond, moog, mellotron, sintetizzatore
- Chris Reifert – voce in Cathedral of the Damned
- Rosalie Cunningham – cori